# Анісімов Артур Євгенович
Артур Анісімов (рос. Артур Анисимов, нар. 31 грудня 1992, Набережні Челни, Росія) — російський футболіст, воротар клубу КАМАЗ.

## Ігрова кар'єра
Артур Анісімов народився у місті Набережні Челни. Є вихованцем місцевого клубу КАМАЗ. У першій команді клубу дебютував у вересні 2012 року у турнірі Другої ліги російського чемпіонату.
У 2015 році Анісімов перейшов до складу новоствореного клубу «Нижній Новгород», з яким також починав грати у ПФЛ іі у 2017 році піднявся до ФНЛ. У 2021 році, посівши третє місце у ФНЛ, Артур Анісімов разом з клубом знов виборов підвищення у класі.
Після завершення контракту з «Парі НН» влітку 2023 року Артур Анісімов як вільний агент перейшов до клубу КАМАЗ, в якому починав свою футбольну кар'єру.